# Myrcia gestasiana
Myrcia gestasiana är en myrtenväxtart som beskrevs av Jacques Cambessèdes. Myrcia gestasiana ingår i släktet Myrcia och familjen myrtenväxter. Inga underarter finns listade i Catalogue of Life.